# لفظ دخيل

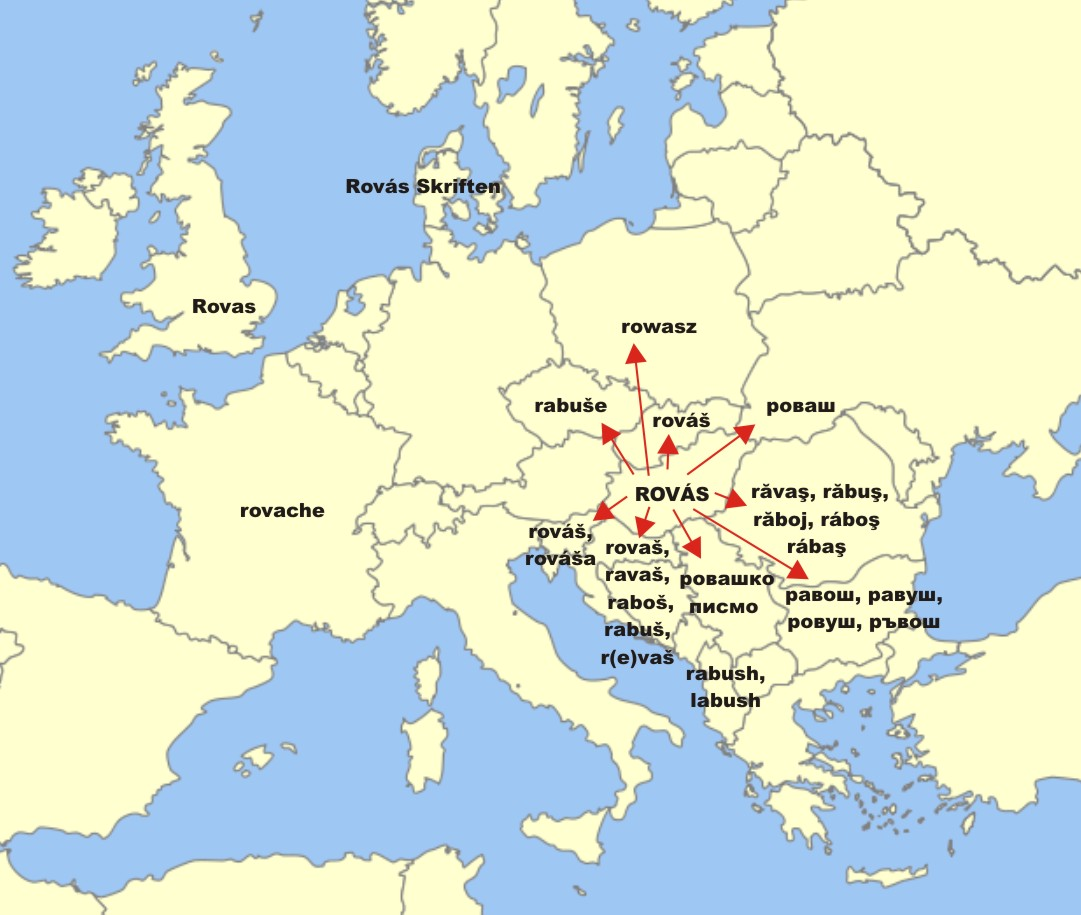

اللفظ الدخيل (والمصدر الدخالة أو الاقتراض) هو كل كلمة أدخلت في اللغة من لغة غيرها. فمثلا، كلمة دخيل نفسها نقلت إلى الفارسية والأردية، والكلمة الأرمنية Մաքոք‏ ‎[mɑˈkʰokʰ]‏ (مكوك) نقلت إلى العربية.
الدخيل في اللغة بصفة عامة هو كل لفظ أو معنى مأخوذ عن لغة أجنبية.
يقال لفظ دخيل ولفظة دخيل، لئلا يقصد بالدخيل الفاعل وإنما المفعول به أي ما دُخل به بمعنى أدخِل، مثلما يقال قنطرة عتيقة وقنطرة جديد. فوزن فعيل في العربية يدل على الفاعل والمفعول به، ولا يؤنث عند الدلالة على المفعول به الذي وقع عليه الفعل.